# 休漁期
休漁期，又称禁渔期，是在指定水域内禁止进行特定类型或全部捕捞作業的特定时期，是渔业管理机构常见的季节性限制手段，目的在于让當地的魚類、虾类等水生动物种群有休養繁殖恢复数量的機會，以便长期维持产量。

## 中國
根據中華人民共和國農業部漁政漁港監督管理局宣佈規定，於1999年夏季開始，在南中國海推行。當初規定為6月1日至7月30日共兩個月，由2009年起延長多15天，提早於5月16日開始，至8月1日結束。受影響的捕漁區除了中國的廣東省、廣西壯族自治區和海南省外，還包括香港特別行政區和澳門特別行政區。
由2017年開始，休漁期延長至三個半月，提早於5月1日開始，至8月16日結束。

### 长江
2002年，中华人民共和国农业部颁布长江春季休渔制度，每年从云南省德钦县至长江口的长江干流，在云南、贵州、四川、重庆和湖北等省、市境内的赤水河、乌江、嘉陵江、岷江、汉江等江段，鄱阳湖和洞庭湖区的范围内实施休渔。休渔时间为：云南德钦县至葛洲坝以上的为每年的2月1日至4月30日；葛洲坝以下至长江口为每年4月1日至6月30日。
2020年，中华人民共和国农业农村部发布长江十年禁渔计划，2021年1月1日起，在长江流域重点水域全面实施暂定为期十年的常年禁捕。